# Carl Clauberg
Carl Clauberg (28 de setembro de 1898 - 9 de agosto de 1957) foi um médico alemão que conduziu experiências em cobaias humanas em campos de concentração nazistas durante a Segunda Guerra Mundial. Clauberg trabalhou com Horst Schumann e Hilario Hubrichzeinen em experimentos sobre raios-X e esterilização no campo de concentração de Auschwitz.

## Vida
Carl Clauberg nasceu em 1898 em Wupperhof perto de Solingen, Alemanha, em uma família de artesãos. Durante a Primeira Guerra Mundial, ele serviu como um soldado de infantaria. Clauberg estudou medicina e finalmente chegou ao posto de chefe médico na Universidade ginecológica clínica em Kiel. Ele entrou no Partido Nazista em 1933 e, mais tarde, foi nomeado professor de ginecologia na Universidade de Königsberg, recebendo a patente de SS-Gruppenführer de Reserva.
Em 1942 ele abordou Heinrich Himmler e pediu-lhe para lhe dar uma oportunidade para esterilizar mulheres maciçamente para suas experiências. Himmler concordou e Clauberg foi transferido para o campo de concentração de Auschwitz, em Dezembro de 1942, trabalhando no bloco número 10 no principal acampamento, que tornou-se seu laboratório. Clauberg desejava criar um método fácil e barato para esterilizar mulheres, assim, injetou líquido ácido em seu útero - sem anestésicos. Na maior partes de suas experiências, as pacientes eram judias que sofreram danos permanentes e graves infecções. Ovários danificados foram removidos e enviados para Berlim para investigação adicional. Às vezes, as pacientes foram bombardeados com raios-X. Alguns dos indivíduos morreram devido à testes e outros foram mortos para que pudessem ser autopsiados. As estimativas dos que sobreviveram, mas foram esterilizados são cerca de 700.
Quando o Exército Vermelho se aproximou do acampamento, Clauberg mudou-se para o campo de concentração de Ravensbrück para continuar seus experimentos. Tropas soviéticas capturaram ele lá em 1945. Depois da guerra, em 1948 Clauberg foi colocado em julgamento na União Soviética e recebeu pena de 23 anos. Sete anos mais tarde ele foi libertado devido ao acordo de troca de prisioneiros de guerra entre a União Soviética e a Alemanha Ocidental e voltou para a Alemanha Ocidental, onde impulsionou suas "realizações científicas". Depois que grupos de sobreviventes protestaram, Clauberg foi preso em breve em 1955 e foi colocado em julgamento. Ele morreu de um ataque cardíaco em sua cela antes do seu julgamento começar. (((houve uma teoria onde o médico tenha ido para o sanatório de waverly hills, onde continuou suas teorias e pesquisar aprofundadas em lobotomias transorbitais e tenha matado varios pacientes, incluindo um detetive, cujo nome não é mencionado que morreu, ou desapareceu tentando investigar a morte de 60 mil pessoas em meados de 1980, sabemos apenas que ele era de origem polonesa))) [carece de fonte)